# Großsteingrab Jesteburg
Das Großsteingrab Jesteburg war eine megalithische Grabanlage der jungsteinzeitlichen Trichterbecherkultur bei Jesteburg im Landkreis Harburg (Niedersachsen). Nach Johann Karl Wächter war von der ursprünglichen Anlage um 1841 nur noch eine Steinreihe aus sechs Granitblöcken erhalten, von denen die beiden äußeren die größten waren. Nach einem Bericht von 1869 waren zu dieser Zeit auch die letzten Reste des Grabes verschwunden.